# د. هارولد مكنمارا
د. هارولد مكنمارا (بالإنجليزية: D. Harold McNamara)‏ هو عالم فلك أمريكي، ولد في 28 يونيو 1923 في سولت ليك في الولايات المتحدة، وتوفي في 9 يناير 2014 في بروفو في الولايات المتحدة.